# Musculista senhousia
Musculista senhousia är en musselart som först beskrevs av Benson 1842.  Musculista senhousia ingår i släktet Musculista och familjen blåmusslor. Inga underarter finns listade i Catalogue of Life.

## Bildgalleri

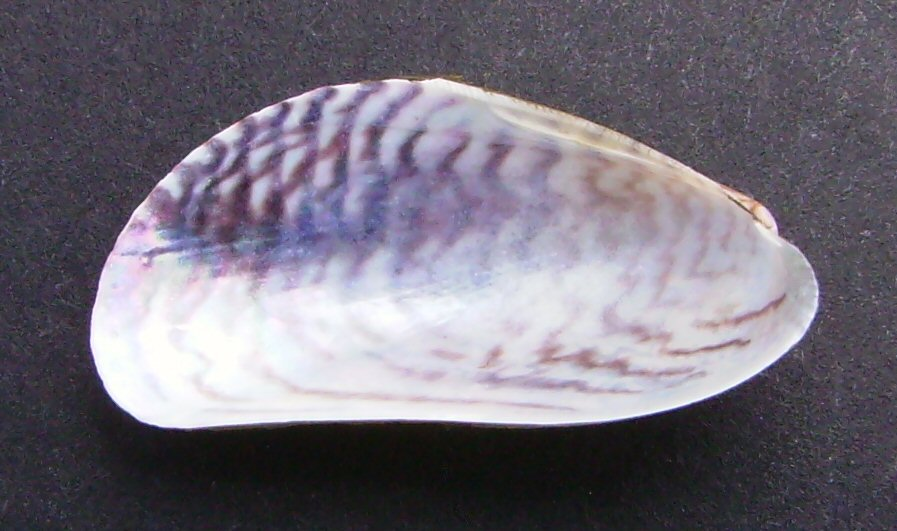